# Sjóvinnubankin
Sjóvinnubankin var en färöisk bank som grundades år 1932. Idag ingår banken i Føroya Bankis verksamhet.